# Phytocoris diversus
Phytocoris diversus är en insektsart som beskrevs av Knight 1920. Phytocoris diversus ingår i släktet Phytocoris och familjen ängsskinnbaggar. Inga underarter finns listade i Catalogue of Life.